# Malmjärn
Malmjärn är en sjö i Hofors kommun i Gästrikland och ingår i Gavleåns huvudavrinningsområde. Sjön är 12,4 meter djup, har en yta på 3,62 kvadratkilometer och befinner sig 103 meter över havet. Sjön avvattnas av vattendraget Malmjärnsbäcken via Hoån till Ottnaren. Sjön har sandstränder och en allmän badplats, samt omges av ett flertal sommarstugor. Malmjärn är kommunal vattentäkt för Torsåker.
Vid sjön Malmjärn, sydöst om Torsåker, ligger orten Malmtjärn.

## Delavrinningsområde
Malmjärn ingår i delavrinningsområde (670511-153968) som SMHI kallar för Utloppet av Malmjärn. Medelhöjden är 115 meter över havet och ytan är 16,05 kvadratkilometer. Det finns inga avrinningsområden uppströms utan avrinningsområdet är högsta punkten. Malmjärnsbäcken som avvattnar avrinningsområdet har biflödesordning 3, vilket innebär att vattnet flödar genom totalt 3 vattendrag innan det når havet efter 61 kilometer. Avrinningsområdet består mestadels av skog (73 procent). Avrinningsområdet har 3,61 kvadratkilometer vattenytor vilket ger det en sjöprocent på 22,5 procent.